# Caenopelte palinorsa
Caenopelte palinorsa là một loài tò vò trong họ Ichneumonidae.